# Stiefern
Stiefern ist ein Ort und eine Katastralgemeinde der Marktgemeinde Schönberg am Kamp im Bezirk Krems-Land in Niederösterreich.

## Geografie
Der Ort liegt im Kamptal zwischen Altenhof und Schönberg am Kamp. Die Seehöhe in der Ortsmitte beträgt 238 Meter. Die Fläche der Katastralgemeinde umfasst 9,89 km². Die Einwohnerzahl beläuft sich auf 199 Einwohner (Stand: 1. Jänner 2024).

## Geschichte
Eine in Stiefern freigelegte Kreisgrabenanlage belegt die Besiedlung des Ortes bereits für die Jungsteinzeit. Im Mittelalter wurde der Ort erstmals um 902 oder 903 als Stiuen oder Stiuinc urkundlich erwähnt, damals schenkte Joseph, wahrscheinlich ein Slawe, einen Besitz am Stiefernbach dem Stift Freising. Joseph und der Freisinger Bischof Waldo umritten, begleitet von Zeugen beider Seiten, das Gebiet. Stiefern ist damit der früheste urkundlich erwähnte Ort des Waldviertels.
Der Bau der Stieferner Burg geht auf die erste Hälfte des 12. Jahrhunderts zurück. Leutold von Maissau schenkte 1399 Stiefern der Kartause Aggsbach. In Verbindung mit dieser Übergabe wird ein Abbruch der Burg vermutet. Nicht unbedeutende Teile der Bausubstanz sind in den Liegenschaften auf der Anhöhe südlich der Kirche allerdings erhalten geblieben.
Von 1399 bis 1782 war die Kartause Aggsbach die Grundherrschaft Stieferns, mit der Aufhebung der Kartause 1782 fiel die Grundherrschaft an den Staat. 1790 kaufte sich Stiefern daraus frei und wurde zur Gemeinde. Ende der sechziger Jahre des zwanzigsten Jahrhunderts zeichneten sich Änderungen ab: Schönberg, Schönbergneustift und Mollands hatten nach Beschluss der jeweiligen Gemeindevertretungen ab 1968 die Großgemeinde Schönberg gebildet – vorerst ohne Stiefern, hier war der Gemeinderat dagegen, woran auch Interventionen der Bezirkshauptmannschaft Krems nichts ändern konnten. Die neue Großgemeinde blieb damit zunächst unter der, für den Finanzausgleich damals wichtigen, 1000-Einwohner-Marke, die sie aber bereits 1969 überschritt, als Freischling beitrat. Das Inkrafttreten des niederösterreichischen Kommunalstrukturverbesserungsgesetzes Anfang 1972 bedeutete dann für Stiefern doch das Ende als eigene Gemeinde und die Zusammenlegung mit Schönberg am Kamp. Die Stieferner Gemeindevertretung hatte davor noch für eine Vereinigung mit Langenlois gestimmt, was freilich wirkungslos blieb.
Mit der Inbetriebnahme der Kamptalbahn entwickelte sich Stiefern zu einer Sommerfrische mit Sommerfrische-Villen und einem heute noch bestehenden Flussbad. Nach 1945 konnte der Ort nicht mehr an die Tradition der Sommerfrische anschließen. Veränderte Reisegewohnheiten, aber auch der Bau der Kamptal-Stauseen, der zu einem starken Temperaturrückgang des von zahlreichen Badeanstalten gesäumten Kamps führte, entzogen dem Tourismus im Kamptal seine wichtigsten Grundlagen. Als Zweitwohnsitz ist Stiefern beliebt geblieben.
Die Entwicklung der Siedlung begann westlich des Kamp. Erst 1891 wurde mit dem Gasthaus Haimerl ein Gebäude östlich des Flusses, unmittelbar neben der Eisenbahnstation errichtet. Es folgten in der Umgebung dieses Gasthofes noch um die Wende zum 20. Jahrhundert weitere Häuser, darunter einige Villen, damals wurde dieser neue Ortsteil auch das „Überörtl“ genannt.

### Bevölkerungsentwicklung
| Jahr      | 1830 | 1846 | 1869 | 1951 | 1961 | 1981 | 1991 | 2001 |
| --------- | ---- | ---- | ---- | ---- | ---- | ---- | ---- | ---- |
| Einwohner | 339  | 340  | 337  | 351  | 303  | 293  | 264  | 233  |

## Kultur und Sehenswürdigkeiten
- Katholische Pfarrkirche Stiefern hl. Johannes der Täufer: Die am höchsten Punkt des Ortskerns als Wehrkirche erbaute gotische Pfarrkirche um 1500 wurde um 1660 beim Langhaus mit einem Querhalle erweitert. Der Hochaltar zeigt das Gemälde Taufe Christi von Martin Johann Schmidt 1767.[13]

## Wirtschaft und Infrastruktur

### Sicherheit
- Freiwillige Feuerwehr Stiefern

### Gastronomie
Im Ort gibt es derzeit 4 Heurige und ein Gasthaus.

### Beherbergung
Drei Betriebe bieten Ferienwohnungen beziehungsweise Zimmer an.

### Verkehr
Stiefern liegt an der Kamptalstraße (B34) und an der Kamptalbahn. Die ÖBB betreiben die Haltestelle Stiefern. Zwei Radwanderwege, die Kamp-Thaya-March-Radroute und der Kamptalweg, führen durch Stiefern.